# Броніслав Влодарський
Броніслав Адольф Влодарський (пол. Bronisław Adolf Włodarski; 2 листопада 1895, Тернопіль — 9 квітня 1974, Гдиня) — польський історик, спеціаліст з історії середньовічної Польщі і всесвітньої історії, а також допоміжних історичних дисциплін. Досліджував взаємини польських князів з Галицько-Волинським князівством.

## Життєпис
У 1914 році закінчив з відзнакою Другу гімназію в Тернополі, де його вчителем історії був Юзеф Відаєвич. Від 1920 року працював учителем у VIII державній гімназії і ліцеї у Львові. У 1923 році закінчив історичні студії в Львівському університеті і отримав докторський ступінь. Тема дисертації «Polityka ruska Leszka Białego 1202—1227», а керівником був Станіслав Закшевський.
У 1926—1927 роках на стипендію уряду Чехословаччини навчався в Карловому університеті в Празі під керівництвом Вацлава Новотного. У 1932—1933 роках проводив архівні дослідження в Італії (в основному у Ватиканському архіві). У 1932 році перейшов на місце праці в VI державну гімназію і ліцей у Львові. Працював там аж до 1941 року (1937—1941 рр. як директор). 1934 — габілітувався на підставі праці «Polska i Czechy w drugiej połowie XIII i początkach XIV wieku» і отримав звання доцента Львівського університету.
Із приходом нацистів до Львова у 1941 році був координатором таємної мережі середньошкільної освіти у Львові. Працював у будівельній конторі та простим робітником на будівництві.
Після війни опинився в Торуні, де 30 вересня 1945 року розпочав працю в щойно заснованим Університеті Миколи Коперника. У 1946 році отримав звання надзвичайного професора, а в 1957 — звичайного. 1946—1952 працював також у Вищій педагогічній школі в Гданську.
1948—1950 — продекан, від 1950 до 1952 — декан Гуманітарного факультету Університету Миколи Коперника. У 1950 році організував Об'єднання кафедр історії і в 1952 році став його керівником. Коли Об'єднання було перетворене в Інститут історії, то в 1956—1959 і 1963—1966 роках був його директором. 1956—1962 рр. — проректор з навчальної частини Університету Миколи Коперника в Торуні.
У 1966 році перейшов на емеритуру. Помер 9 квітня 1974 року в Гдині, похований на цвинтарі св. Юрія в Торуні.

## Вибрані публікації
- «Przegląd literatury o stosunkach polsko-czeskich za ostatnich Przemyślidów» (Львів 1928),
- «Rzekomy dokument Światopełka pomorskiego z 1180 r.» (1929),
- «Polska i Czechy w drugiej połowie XIII i początkach XIV wieku (1250—1306)» (Львів 1931),
- «Polityka Jana Luksemburczyka wobec Polski za czasów Władysława Łokietka» (Львів 1933),
- «Wołyń pod rządami Rurykowiczów i Bolesława Jerzego Trojdenowicza» (1933),
- «Stanisław Zakrzewski: zarys biograficzny» (1936),
- «Alians rusko-mazowiecki z drugiej połowy XIII wieku: karta z dziejów Konrada II Mazowieckiego» (1938),
- «Historia Polski i powszechna w krótkim zarysie. Z. 2, Polska dzielnicowa i odbudowa królestwa polskiego. Miasta średniowieczne (wiek XII—XIV)» (1948, опрацювання),
- «Chronologia polska» (1957, редактор, репринт 2007, ISBN 8301149493),
- «Salomea, królowa halicka: karta z dziejów wprowadzenia zakonu klarysek do Polski» (1957),
- «Problem jaćwiński w stosunkach polsko-ruskich» (Торунь 1959),
- «Stanowisko Rusi halicko-wołyńskiej wobec akcji zjednoczeniowej Władysława Łokietka i jego powiązanie z utratą Pomorza Gdańskiego» (1962),
- «Udział Rusi halicko-włodzimierskiej w walce książąt na Mazowszu w drugiej połowie XIII wieku» (1962),
- «Polska i Ruś: 1194—1340» (1966),
- «Polityczne plany Konrada I księcia mazowieckiego» (1971).